# Nada É por Acaso
"Nada É Por Acaso" é uma canção da dupla pop brasileira Sandy & Junior. Foi lançada como single em 2002 para promover os álbuns Sandy & Junior (2001) e Ao Vivo no Maracanã (2002). Um videoclipe da música foi gravado para o seriado Sandy & Junior; ele é exibido no episódio "Acertando o Passo". A faixa também está presente no segundo DVD solo de Sandy, Meu Canto (2016), onde ganhou um novo arranjo.